# 에도성

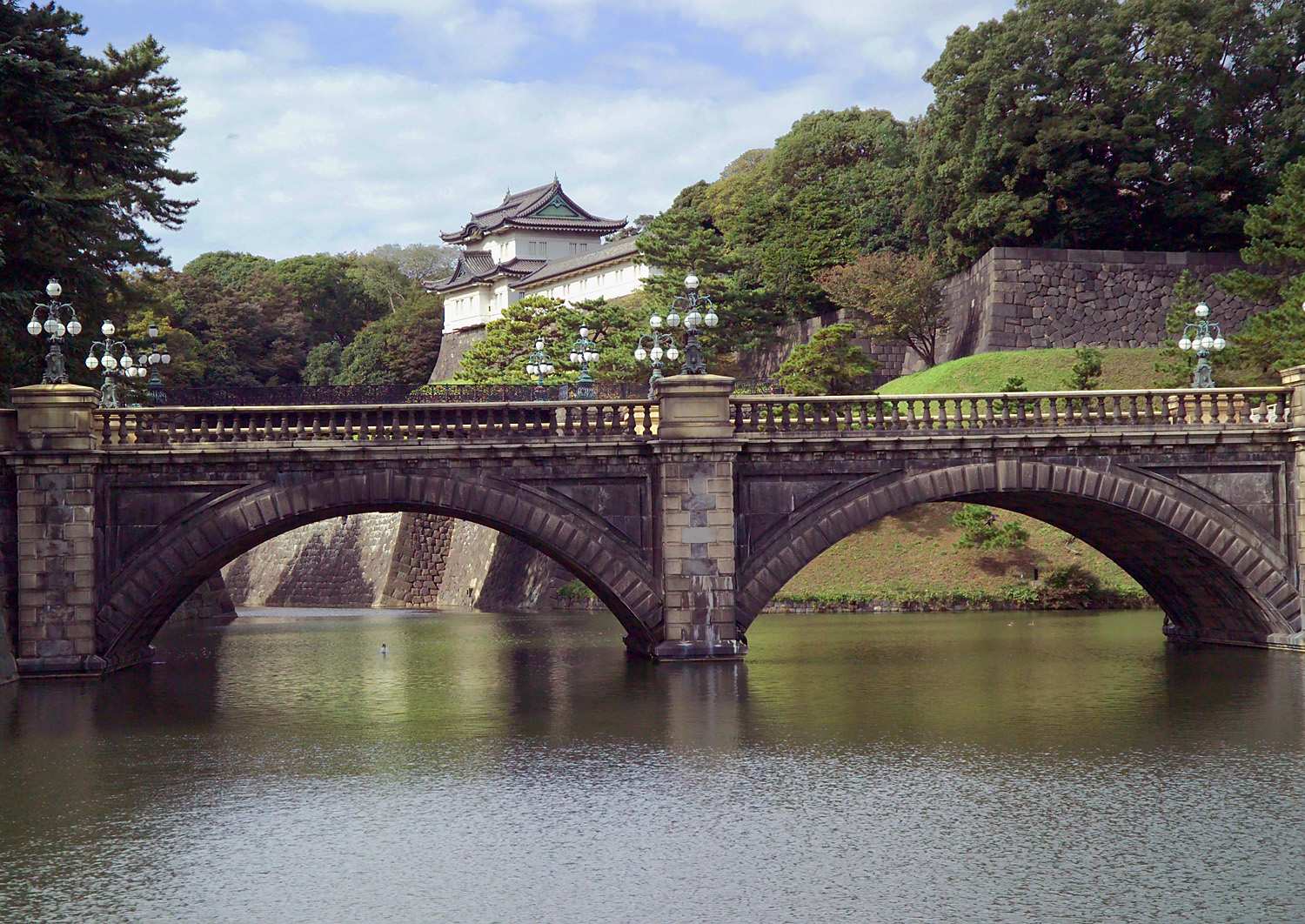
니주 다리와 후시미 망루

에도성(일본어: 江戸城)은 도쿄도 지요다구 지요다에 있는 윤곽식 평산성이다. 다른 이름은 지요다성(千代田城)이다.
에도 막부 쇼군의 거처이며, 최고 정무기관이었다. 메이지 유신때 황실의 교토 어소가 에도성으로 이전해서 지금까지 황실의 거처로 사용하고 있다. 이 후, 후키아게 교엔(후키아게 정원)과 에도성의 니시노마루에는 어소 및 궁전이 위치해 있다. 통상 황실의 거처로 있는 니시노마루와 후키아게 정원에는 출입이 불가능하지만, 그 동쪽에 있는 옛 에도 성의 중심부인 혼마루와 니노마루, 산노마루는 고쿄 히가시 교엔(궁전의 동쪽 정원)으로 개방되어있다. 남쪽에 있는 고쿄 가이엔(궁전의 바깥 정원)와 북쪽에 기타노마루 공원은 상시 개방되어 있으며, 그 바깥쪽은 일반부지로 되어 있다. 소가마에 전체 면적은 세계최대다.
현재의 모습으로 디자인한 사람은 도쿠가와 이에야스이며 도쿠가와 이에야스는 에도 성을 자신의 거성으로 삼았다.

## 역사
가마쿠라 시대 ~ 아즈치모모야마 시대

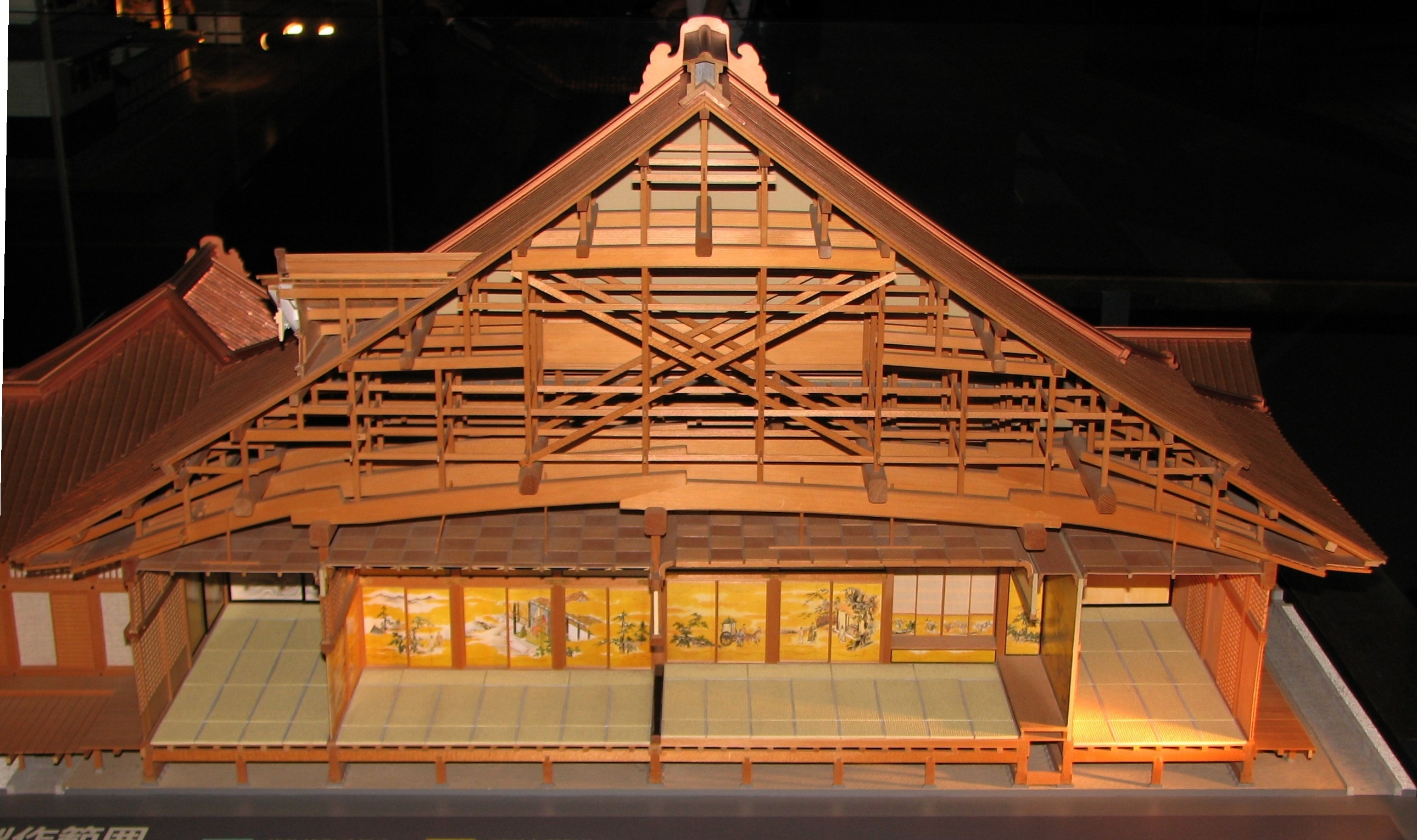
혼마루 어전의 모형

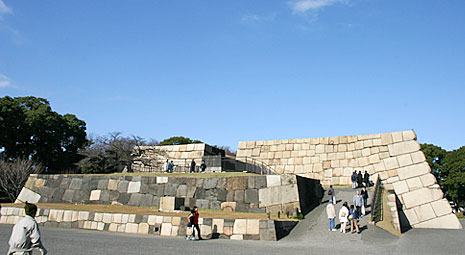
천수대

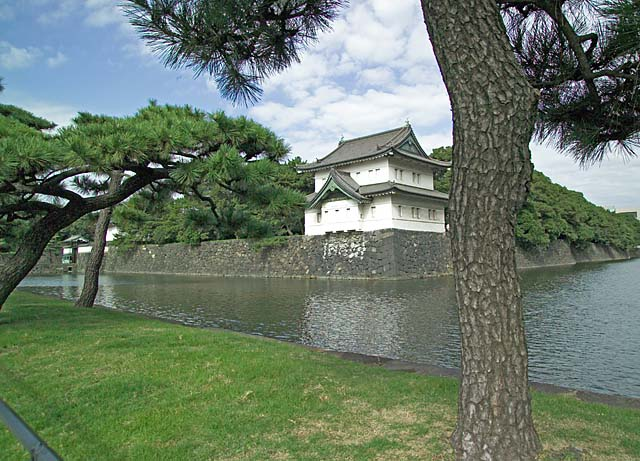
사쿠라다 다쓰미 망루

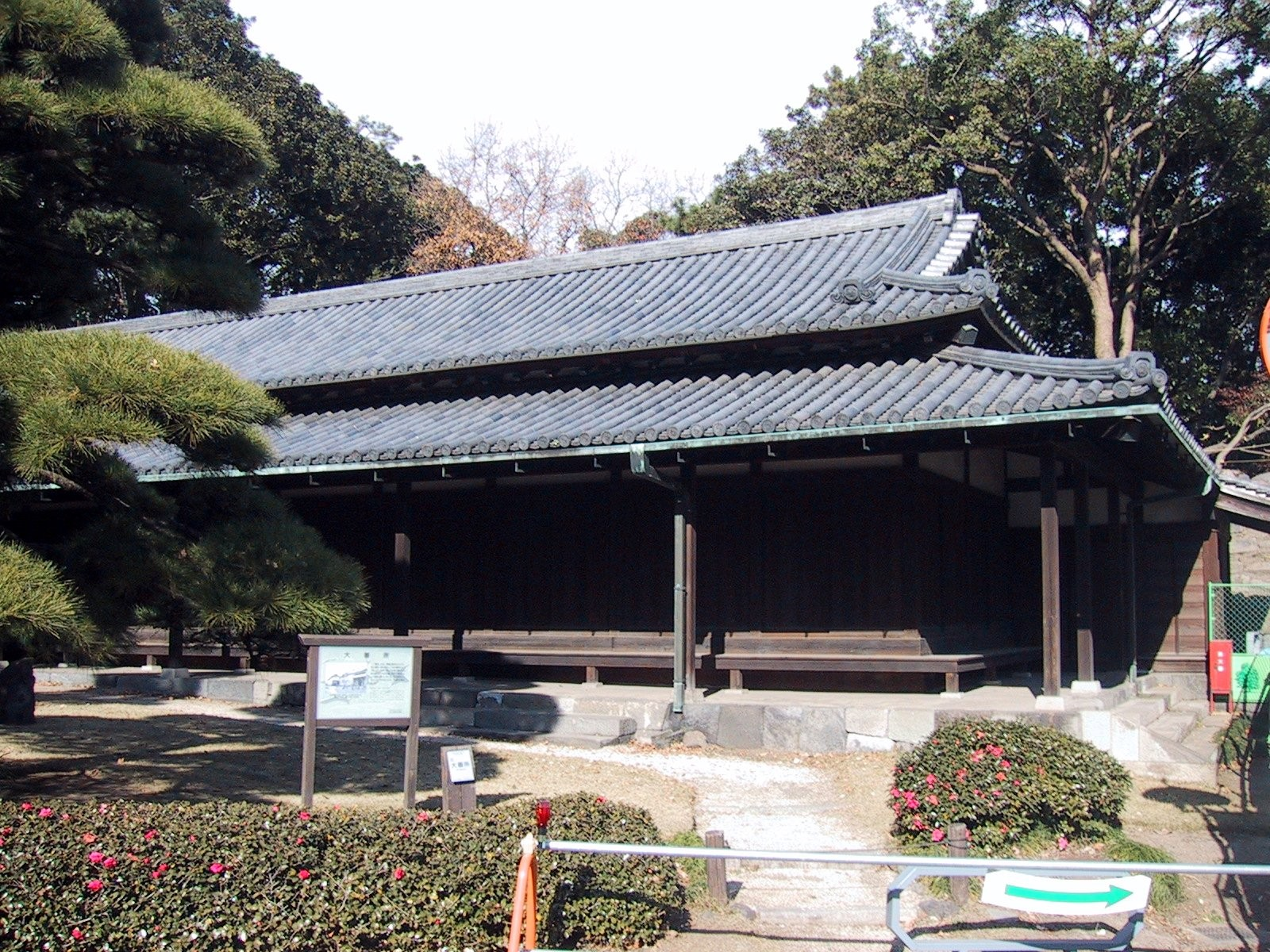
오 반쇼

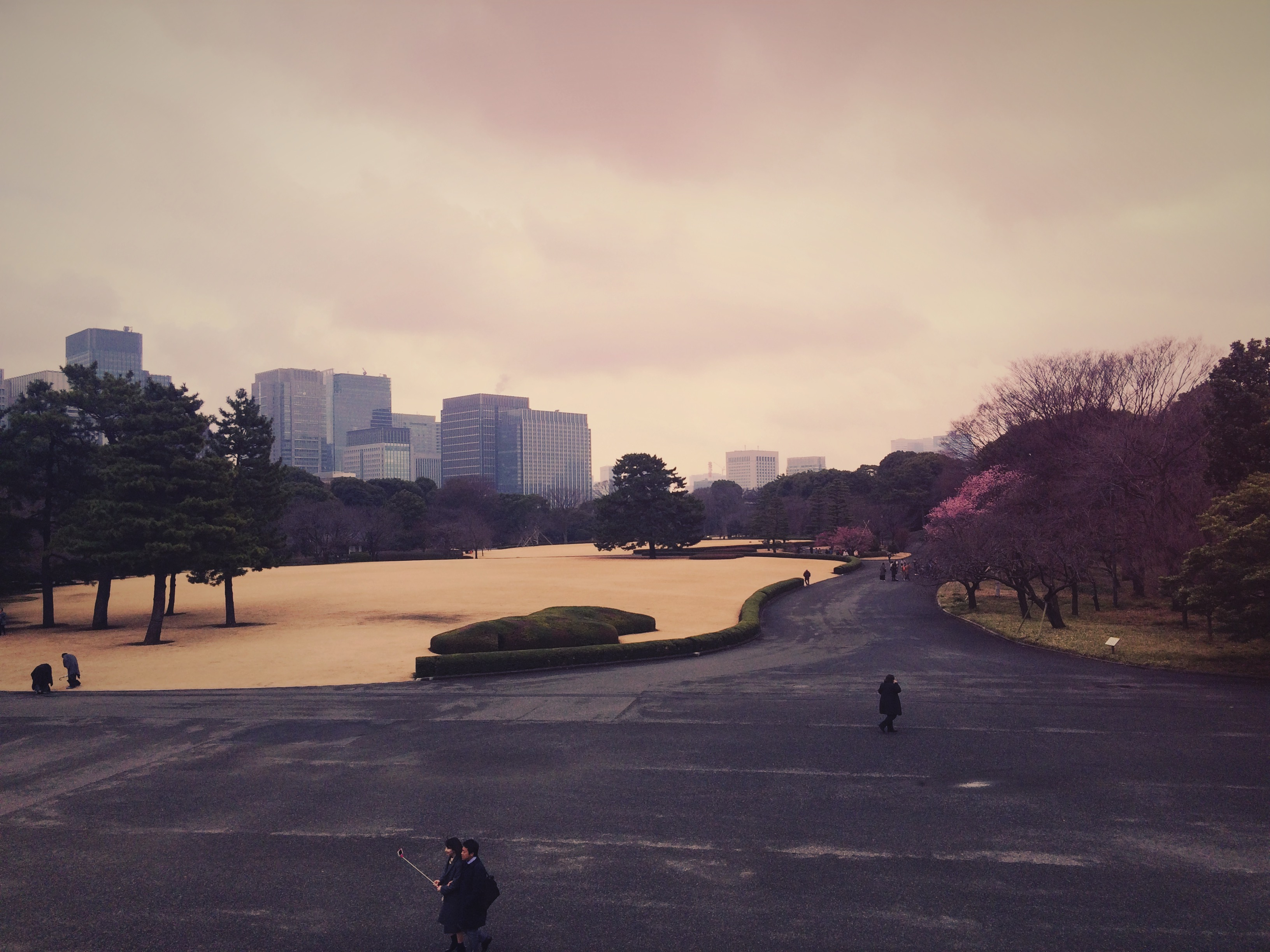
Edo castle garden

에도에 터를 잡은 무사는 에도 시게쓰구로 헤이안 시대 말기부터 가마쿠라 시대 초기에 걸쳐 에도 성의 혼마루, 니노마루부근에 자신의 거처를 마련하였다. 에도씨가 15세기 간토의 동란(動亂)으로 몰락하자, 1457년 오기가야쓰 우에스기씨의 가신인 오타 도칸이 에도 성을 축성한다. 도칸의 에도성은 센고쿠 시대중반 고호조씨의 지배하에 있게 된다.
1590년 도요토미 히데요시의 오다와라 정벌때에 개성되었다. 히데요시는 고호조씨의 옛 영지인 간토 6주를 도쿠가와 이에야스에게 주었다. 같은 해 음력 8월 1일에 공식 입성을 하고, 거성으로 삼았다. 이 때문에 음력 8월 1일(햣사쿠)은 에도 시대로 들어서는 기념일로 되었다.
에도 시대
도쿠가와 이에야스가 입성할 당시에는 수수한 성이었고, 오타 도칸이 축성한 성 그대로 남아 있어 비교적 소규모의 성이었다. 그러나, 1603년 이에야스가 에도 막부를 열자, 에도 성은 증축되어, 혼마루, 니노마루, 산노마루(동쪽 정원)에 더해, 니시노마루(황실의 거처), 니시노마루시타(바깥 정원), 후키아게(후키아게 정원), 기타노마루,(기타노마루 공원)의 주위 16km에 이르는 구역을 본성으로 했고, 현재 지요다구와 미나토구, 신주쿠구의 경계에 일부 바깥 해자와 스루가다이를 파서 간다 강을 소마에 해자로 삼은 대규모 성으로 발전하였다. 공사에는 전국의 다이묘가 동원되어 성이 완성되었을 때는 이에야스의 손자 도쿠가와 이에미쓰가 쇼군으로 있을 때인 1636년이다. 이 후, 200년 이상을 에도 막부의 중추로 기능하고 많은 정치적 사건의 무대가 되었다.
혼마루의 천수는 1607년, 1623년, 1638년으로 세 번 지어졌다. 현재 정확한 모습을 알 수 있는 1638년에 지어진 천수는 5층6계의 승탑형이지만, 1657년 메이레키 대화재로 소실되었다. 즉시 재건계획을 세워 마에다 쓰나노리에 의해 천수대가 축성되었지만,「천수는 오다 노부나가가 기후 성에 축성한 것이 시발점이었고, 성을 지키는 데에는 쓸모가 없다.」라는 반대 의견과 에도 재건을 우선시 하는 방침으로 철회되었다. 그 후에도, 에도 성은 몇 번의 화재로 피해를 입었다. 혼마루는 1863년 화재로 소실된 그대로 재건되지 않은 채, 니시노마루에서 모든 정무를 보아 왔다.
메이지 유신 이후
1868년 4월 에도 성은 메이지 신정부군에 넘어가 10월 도쿄성(東京城: 동경 성)으로 개칭되었다. 다음해 1869년 수도를 도쿄로 천도함에 따라, 고조(皇城: 황성)으로 되었다. 1873년 황거로 사용중인 니시노마루 어전이 소실되었다. 1888년에는 메이지 궁전의 완성되어 규조(宮城: 궁성)으로 불린 후, 1948년 고쿄(皇居: 황거)로 개칭되었다. 1923년 간토 대지진으로 성에 남아있던 건물이 대부분 파손되었고, 와다쿠라 문은 복원되지 않았다. 남아 있는 문은 상부의 망루부분을 제거하고 개수한 것이다. 1945년 공습으로 오테 문이 소실되었지만, 1967년 복원되었다. 1964년 기타노마루의 시미즈 문, 다야스문의 상부가 복원되었다. 1968년 니노마루 터를 고보리 마사가즈의 회유식 정원으로 복원했고, 이 시기 다실인 스와노챠야(諏訪の茶屋)가 후키아게 정원으로 이축되었다. 현재, 사쿠라다 문, 데야스 문, 시미즈 문이 중요문화재로 지정되었고 현존하고 있다. 또, 간토 대지진으로 파손된 후, 복원된 후지미 망루, 후시미 망루, 다몬 망루, 사쿠라다 다쓰미 망루, 도신 반쇼, 햐쿠닌 반쇼, 오 반쇼등도 현존하고 있다.

## 비고
- 가와고에시에 있는 기타인과 히카와 신사에는 에도 성의 건물 몇동이 이축되어 남아있다. 또, 가와고에 성의 어전등도 볼 수 있다.
- 메이지 초기 에도 성의 하스이케고 문을 나고야 성의 정문으로 삼아 이축했다. 하지만, 아쉽게도 전화로 소실되었다. 현재 나고야 성에 복원되어 있다.
- 또, 최근 도시재개발로, 마루노우치와 가스미가세키에 있는 문부과학성 부근에서 에도 성의 바깥 해자의 석축이 발견되었다.
- 현재 NPO 법인에서 천수각 재건활동을 벌이고 있다.

## 같이 보기
- 에도 막부
- 오오쿠
- 고쿄
- 일본의 수도